# Ecphylus laselvus
Ecphylus laselvus är en stekelart som beskrevs av Marsh 2002. Ecphylus laselvus ingår i släktet Ecphylus och familjen bracksteklar. Inga underarter finns listade i Catalogue of Life.